# Discographie et vidéographie de Kate Bush
Pour un article plus général, voir Kate Bush.
Il s'agit ici de la discographie complète (albums, maxis, singles et vidéos) de la musicienne et auteure-compositrice-interprète britannique Kate Bush.

## Discographie

### Albums studio
| Année | Album                                     | Label              | Hit Parade | Hit Parade | Hit Parade | Hit Parade | Hit Parade | Hit Parade | Hit Parade | Hit Parade | Hit Parade | Hit Parade | Hit Parade | Hit Parade | Hit Parade | Hit Parade | Certifications                                                            |
| Année | Album                                     | Label              | R-U        | IRL        | N-Z        | AUS ,      | ALL ,      | AUT        | SUI        | FRA        | P-B        | NOR        | SUE        | FIN        | JAP ,      | É-U        | Certifications                                                            |
| ----- | ----------------------------------------- | ------------------ | ---------- | ---------- | ---------- | ---------- | ---------- | ---------- | ---------- | ---------- | ---------- | ---------- | ---------- | ---------- | ---------- | ---------- | ------------------------------------------------------------------------- |
| 1978  | The Kick Inside Mise en vente : 17 fév.   | EMI                | 3          | —          | 2          | 3          | 21         | —          | —          | 3          | 1          | 4          | 8          | 2          | 37         | —          | R-U : Platine · CAN : Platine · P-B : Platine                             |
| 1978  | Lionheart Mise en vente : 13 nov.         | EMI                | 6          | —          | 5          | 12         | 25         | —          | —          | —          | 5          | 5          | 16         | —          | 30         | —          | R-U : Platine · CAN : Platine · P-B : Or                                  |
| 1980  | Never for Ever Mise en vente : 8 sept.    | EMI                | 1          | —          | 31         | 7          | 5          | —          | —          | 1          | 4          | 2          | 16         | —          | 40         | —          | R-U : Or · CAN : Platine · FRA : Or · GER: Or · P-B : Or                  |
| 1982  | The Dreaming Mise en vente : 13 sept.     | EMI                | 3          | —          | —          | 22         | 23         | —          | —          | 8          | 5          | 12         | 45         | —          | 36         | 157        | R-U : Argent                                                              |
| 1985  | Hounds of Love Mise en vente : 16 sept.   | EMI                | 1          | 1          | 17         | 8          | 2          | 14         | 3          | 9          | 1          | 12         | 9          | —          | 36         | 33         | R-U : 2 × Platine · CAN : Platine · FRA : Or · All : Platine · P-B : Or   |
| 1989  | The Sensual World Mise en vente : 17 oct. | EMI Columbia (US)  | 2          | 17         | 27         | 30         | 10         | —          | 11         | 38         | 16         | 7          | 17         | —          | 18         | 43         | R-U : Platine · CAN : Or · FRA : Or · É-U : Or                            |
| 1993  | The Red Shoes Mise en vente : 2 nov.      | EMI Columbia (US)  | 2          | —          | 30         | 17         | 18         | 34         | 26         | 14         | 23         | —          | 16         | —          | 24         | 28         | R-U : Platine · CAN : Or                                                  |
| 2005  | Aerial Mise en vente : 7 nov.             | EMI Columbia (US)) | 3          | 6          | 22         | 25         | 3          | 23         | 12         | 12         | 7          | 4          | 7          | 2          | 53         | 48         | R-U : Platine · CAN : Platine · FRA : Or · FIN : Or · ALL : Or · IRL : Or |
| 2011  | Director's Cut Mise en vente : 16 mai     | Fish People EMI    | 2          | 4          | 38         | 41         | 11         | 35         | 23         | 31         | 6          | 2          | 12         | 8          | 132        | —          | R-U : Argent                                                              |
| 2011  | 50 Words for Snow Mise en vente : 21 nov. | Fish People EMI    | 5          | 12         | 39         | 22         | 7          | 26         | 12         | 21         | 10         | 13         | 13         | 8          | 49         | 83         | R-U : Or                                                                  |

### EP
| Année | EP (Extended Plays)          | Hit Parade | Hit Parade | Hit Parade | Hit Parade | Notes                                                     |
| Année | EP (Extended Plays)          | R-U        | IRL        | P-B        | É-U        | Notes                                                     |
| ----- | ---------------------------- | ---------- | ---------- | ---------- | ---------- | --------------------------------------------------------- |
| 1979  | On Stage (en)                | 10         | 15         | 17         | —          | Inclus 4 titres Live                                      |
| 1983  | Kate Bush (en)               | —          | —          | —          | 148        | Minis-albums vendus seulement aux États-Unis et au Canada |
| 1990  | Aspects of the Sensual World | —          | —          | —          | —          | Minis-albums vendus seulement aux États-Unis et au Canada |

### Singles
La chanson Wuthering Heights, que Kate Bush écrit en une nuit, inspirée par l'adaptation cinématographique de 1970, réalisée par Robert Fuest, du roman Les Hauts de Hurlevent d'Emily Brontë, marqua véritablement le début de sa carrière. Elle est considérée comme la septième meilleure chanson des années 1970 par les auditeurs de la BBC, et a fait depuis l'objet de nombreuses reprises.
| Année | chanson                            | Hit-parade | Hit-parade | Hit-parade | Hit-parade | Hit-parade | Hit-parade | Hit-parade | Hit-parade | Hit-parade | Album                 |
| Année | chanson                            | UK         | AUS ,      | CA         | GER        | IRL        | NL         | NZ         | US         | US Mod [a] | Album                 |
| ----- | ---------------------------------- | ---------- | ---------- | ---------- | ---------- | ---------- | ---------- | ---------- | ---------- | ---------- | --------------------- |
| 1978  | Wuthering Heights                  | 1          | 1          | —          | 11         | 1          | 3          | 1          | 108        | —          | The Kick Inside       |
| 1978  | The Man with the Child in His Eyes | 6          | 22         | —          | —          | 3          | 23         | 36         | 85         | —          | The Kick Inside       |
| 1978  | Hammer Horror                      | 44         | 17         | —          | —          | 10         | 25         | 21         | —          | —          | Lionheart             |
| 1979  | Wow                                | 14         | —          | —          | —          | 17         | —          | —          | —          | —          | Lionheart             |
| 1980  | Breathing                          | 16         | —          | —          | —          | —          | 44         | —          | —          | —          | Never for Ever        |
| 1980  | Babooshka                          | 5          | 2          | —          | 14         | 5          | 15         | 8          | —          | —          | Never for Ever        |
| 1980  | Army Dreamers                      | 16         | —          | —          | —          | 14         | 25         | —          | —          | —          | Never for Ever        |
| 1980  | December Will Be Magic Again       | 29         | —          | —          | 55         | 13         | —          | —          | —          | —          | single hors album     |
| 1981  | Sat in Your Lap                    | 11         | 93         | —          | —          | 18         | 32         | —          | —          | —          | The Dreaming          |
| 1982  | The Dreaming                       | 48         | 91         | —          | —          | —          | —          | —          | —          | —          | The Dreaming          |
| 1982  | There Goes a Tenner                | —          | —          | —          | —          | —          | —          | —          | —          | —          | The Dreaming          |
| 1982  | Suspended in Gaffa                 | —          | —          | —          | —          | —          | 50         | —          | —          | —          | The Dreaming          |
| 1985  | Running Up that Hill               | 3          | 6          | 16         | 3          | 4          | 6          | 26         | 30[b]      | —          | Hounds of Love        |
| 1985  | Cloudbusting                       | 20         | —          | —          | 20         | 13         | 11         | —          | —          | —          | Hounds of Love        |
| 1986  | Hounds of Love                     | 18         | —          | 84         | 68         | 12         | —          | —          | —          | —          | Hounds of Love        |
| 1986  | The Big Sky                        | 37         | —          | —          | —          | 15         | —          | —          | —          | —          | Hounds of Love        |
| 1986  | Don't Give Up (avec Peter Gabriel) | 9          | 5          | 40         | 27         | 4          | 4          | 16         | 72         | —          | So                    |
| 1986  | Experiment IV                      | 23         | —          | —          | 50         | 12         | —          | —          | —          | —          | The Whole Story       |
| 1989  | The Sensual World                  | 12         | 44         | 58         | 29         | 6          | 17         | —          | —          | 6          | The Sensual World     |
| 1989  | This Woman's Work                  | 25         | 89         | —          | —          | 20         | —          | —          | —          | —          | The Sensual World     |
| 1990  | Love and Anger (en)                | 38         | —          | —          | —          | —          | —          | —          | —          | 1          | The Sensual World     |
| 1991  | Rocket Man                         | 12         | 2          | —          | 36         | 17         | 20         | —          | —          | 11         | Two Rooms             |
| 1993  | Rubberband Girl                    | 12         | 39         | 50         | 65         | 17         | 37         | 34         | 88         | 7          | The Red Shoes         |
| 1993  | Eat the Music (en) [c]             | —          | —          | —          | —          | —          | —          | —          | —          | 10         | The Red Shoes         |
| 1993  | Moments of Pleasure (en)           | 26         | —          | —          | —          | —          | —          | —          | —          | —          | The Red Shoes         |
| 1994  | The Red Shoes (en)                 | 21         | —          | —          | —          | —          | —          | —          | —          | —          | The Red Shoes         |
| 1994  | The Man I Love (avec Larry Adler)  | 27         | —          | —          | —          | —          | —          | —          | —          | —          | The Glory of Gershwin |
| 1994  | And So Is Love (en)                | 26         | —          | —          | —          | —          | —          | —          | —          | —          | The Red Shoes         |
| 2005  | King of the Mountain               | 4          | —          | 5          | 42         | 13         | 13         | —          | —          | —          | Aerial                |
| 2011  | Deeper Understanding (en)          | 87         | —          | —          | —          | —          | —          | —          | —          | —          | Director's Cut        |
| 2011  | Wild Man (en)                      | 73         | —          | —          | —          | —          | —          | —          | —          | —          | 50 Words for Snow     |

a. Le classement ^  The Billboard Modern Rock Tracks commença le 10 septembre 1988.

b. ^  Running Up That Hill (A Deal with God) a été aussi classé #13 sur le Hot Dance Club Songs, #21 sur le Hot Dance Singles Sales (en), and #34 sur le Hot Mainstream Rock Tracks.

c. ^  Eat the Music a été également classé #31 sur le Hot Dance Singles Sales (en).
Certifications des ventes
- Wuthering Heights
  - BPI: Gold[18]
- Babooshka
  - BPI: Silver[18]
- Running Up that Hill
  - BPI: Silver[18]

### Collaborations
Liste par ordre chronologique de quelques contributions réalisées par Kate Bush sur des chansons et albums d'autres musiciens :
1. Games Without Frontiers et No Self Control (chœurs avec Peter Gabriel sur l’album Peter Gabriel 3) (1980, Charisma)
2. Don't Give Up (duo avec Peter Gabriel sur l’album So) (1986, Charisma)
3. Be Kind to My Mistakes (pour le film Castaway) (1986)
4. This Woman's Work (pour le film She's Having a Baby (1988, I.R.S.)
5. Ken, The Confrontation, et One Last Look Around the House Before We Go (pour la série TV GLC: The Carnage Continues... (en)) (1990)
6. Rocket Man (sur l'album Two Rooms: Celebrating the Songs of Elton John & Bernie Taupin (1991, Polydor)
7. Sam Lowry's 1st Dream/Brazil (Voix solo avec Michael Kamen & le National Philharmonic Orchestra) pour le film Brazil) (1992, Milan)
8. Kimiad (sur l'album Again d'Alan Stivell) (1993, Dreyfus Records)
9. The Man I Love (Voix solo avec orchestre et Larry Adler à l'harmonica sur l'album The Glory of Gershwin) (1994, Mercury)
10. Women of Ireland (sur Common Ground – Voices of Modern Irish Music) (1996, EMI)
11. Lyra (en) (pour le film À la croisée des mondes : La Boussole d'or) (2007, WaterTower Music)

### Coffrets
| Année | Titre                                       | Label | Notes concernant les coffrets |
| ----- | ------------------------------------------- | ----- | --- |
| 1984  | The Single File (en)                        | EMI   | Treize 7" singles |
| 1990  | This Woman's Work: Anthology 1978–1990 (en) | EMI   | 8 CD : 6 contenant les six premiers albums + 2 avec des faces B et versions longues Réédité en 1998 avec des packagings différents |
| 1994  | Live at Hammersmith Odeon (en)              | EMI   | Inclut cassette VHS et CD, reprenant le concert de 1979                                                                            |

## Vidéographie

### Clips vidéo
| Année | Titre                              | Directeur                    | Notes |
| ----- | ---------------------------------- | ---------------------------- | --- |
| 1978  | Wuthering Heights (Version 1)      | Keith "Keef" MacMillan       | Version pour la Grande-Bretagne |
| 1978  | Wuthering Heights (Version 2)      | Rockflix                     | Version "Red Dress" pour le continent américain |
| 1978  | The Man with the Child in His Eyes | Keith "Keef" MacMillan       | |
| 1978  | Hammer Horror                      | Keith "Keef" MacMillan       | |
| 1979  | Wow (Version 1)                    | Keith "Keef" MacMillan       | |
| 1979  | Wow (Version 2)                    | Keith "Keef" MacMillan       | |
| 1979  | Them Heavy People                  | Keith "Keef" MacMillan       | Audio extraite d'une version live enregistrée On Stage (EP).                                                                                                |
| 1980  | Breathing                          | Keith "Keef" MacMillan       | |
| 1980  | Babooshka                          | Keith "Keef" MacMillan       | |
| 1980  | Army Dreamers                      | Keith "Keef" MacMillan       | |
| 1981  | Sat in Your Lap                    | Brian Wiseman                | |
| 1982  | The Dreaming                       | Paul Henry                   | |
| 1982  | There Goes a Tenner                | Paul Henry                   | |
| 1982  | Suspended in Gaffa                 | Brian Wiseman                | |
| 1985  | Running Up that Hill               | David Garfath                | Chorégraphie par Dyanne Gray |
| 1985  | Cloudbusting                       | Julian Doyle                 | Son plus long clip (~7 min) ; Donald Sutherland y joue Wilhelm Reich. La machine à faire tomber la pluie est l'œuvre de designers ayant travaillé sur Alien |
| 1986  | Hounds of Love                     | Kate Bush                    | Avec Maurice Denham |
| 1986  | The Big Sky                        | Kate Bush                    | |
| 1986  | Don't Give Up (Version 1)          | Godley & Creme               | |
| 1986  | Don't Give Up (Version 2)          | Godley & Creme               | |
| 1986  | Experiment IV                      | Kate Bush                    | Inclut des caméos de Dawn French, Hugh Laurie, Peter Vaughan & Richard Vernon ; exclu de Top of the Pops car considéré comme trop violent                   |
| 1986  | Wow (Version 3)                    | n/a                          | Vidéo alternative réalisée spécialement pour la compilation vidéo The Whole Story ; constituée d'images prise de The Tour of Life                           |
| 1989  | The Sensual World                  | Peter Richardson & Kate Bush | |
| 1989  | This Woman's Work                  | Kate Bush                    | Avec Tim McInnerny |
| 1990  | Love and Anger (en)                | Kate Bush                    | |
| 1991  | Rocket Man                         | n/a                          | |
| 1993  | Rubberband Girl                    | Kate Bush                    | Extrait de The Line, the Cross & the Curve |
| 1993  | Eat the Music (en) (U.S. Version)  | Kate Bush                    | |
| 1993  | "Moments of Pleasure (en)"         | Kate Bush                    | Extrait de The Line, the Cross & the Curve |
| 1993  | "Rubberband Girl" (U.S. Version)   | n/a                          | |
| 1994  | The Red Shoes (en)                 | Kate Bush                    | Extrait de The Line, the Cross & the Curve |
| 1994  | "Eat the Music"                    | Kate Bush                    | Extrait de The Line, the Cross & the Curve |
| 1994  | The Man I Love                     | n/a                          | |
| 1994  | And So Is Love (en)                | Kate Bush                    | Extrait de The Line, the Cross & the Curve |
| 2005  | King of the Mountain               | Jimmy Murakami               | |
| 2011  | Deeper Understanding (en)          | Kate Bush                    | Avec Robbie Coltrane |
| 2011  | Wild Man (en)                      | Kate Bush                    | |
| 2011  | Misty                              | Kate Bush                    | |
| 2012  | Lake Tahoe                         | Kate Bush                    | |
| 2016  | And Dream of Sheep (live)          | n/a                          | |

### Albums vidéo
| Année | Titre                           | Format                   | Notes                                                                          |
| ----- | ------------------------------- | ------------------------ | ------------------------------------------------------------------------------ |
| 1981  | Live at Hammersmith Odeon (en)  | VHS, Laserdisc           | Label : EMI / Picture Music International (en). (Réédité en 1994 en Laserdisc) |
| 1983  | The Single File (en)            | VHS, Laserdisc           | Label : Picture Music International (en)                                       |
| 1986  | The Hair of the Hound (en)      | VHS, Laserdisc           | Label : Picture Music International (en)                                       |
| 1987  | The Whole Story                 | VHS, Laserdisc, Video CD | Label : Picture Music International (en). (Réédité en 1995 en Video CD)        |
| 1990  | The Sensual World – The Videos  | VHS, Laserdisc           | Label : Columbia Music Video                                                   |
| 1993  | The Line, the Cross & the Curve | VHS, Laserdisc           | Label : Picture Music International (en) / EMI                                 |

## Liste des chansons de Kate Bush
Le tableau ci-dessous est une synthèse de la discographie de Kate Bush, et permet une vue d'ensemble de sa production : il contient l'ensemble des chansons et reprises sorties sur les albums studio, compilations, EPs, singles, ainsi que diverses collaborations et singles qui n'ont pas été intégrés aux albums de Kate Bush.
Ce tableau est « triable » ; les symboles en triangle permettent de trier :
- la 1re colonne trie les chansons par ordre alphabétique
- la 2e par ordre chronologique
- la 3e les regroupe par album et hors album
- le 4e regroupe les chansons sorties en single
- la 5e colonne comporte éventuellement des précisions sur les chansons, notamment l'ordre de sortie en single dans un album, ou si la chanson a été aussi éditée en face B.
- les 6e, 7e et 8e, en fonction du classement respectif des ventes au Royaume-Uni, en Irlande et aux États-Unis

| Titre                                       | Année | Album                         | Single ? | Notes                                                                           | Hit Parade | Hit Parade | Hit Parade |
| Titre                                       | Année | Album                         | Single ? | Notes                                                                           | RU         | IRL        | ÉU         |
| ------------------------------------------- | ----- | ----------------------------- | -------- | ------------------------------------------------------------------------------- | ---------- | ---------- | ---------- |
| Aerial                                      | 2005  | Aerial                        | Non      |                                                                                 | /          | /          | /          |
| Aerial Tal                                  | 2005  | Aerial                        | Non      |                                                                                 | /          | /          | /          |
| All The Love                                | 1982  | The Dreaming                  | Non      |                                                                                 | /          | /          | /          |
| All We Ever Look For                        | 1980  | Never for Ever                | Non      |                                                                                 | /          | /          | /          |
| Among Angels                                | 2011  | 50 Words for Snow             | Non      |                                                                                 | /          | /          | /          |
| And Dream of Sheep                          | 1985  | Hounds of Love                | Non      |                                                                                 | /          | /          | /          |
| And So Is Love (en)                         | 1994  | The Red Shoes                 | Oui      | 5e single de The Red Shoes                                                      | 26         | /          | /          |
| And So Is Love (Director's Cut) (en)        | 2011  | Director's Cut                | Non      |                                                                                 | /          | /          | /          |
| An Architect's Dream                        | 2005  | Aerial                        | Non      |                                                                                 | /          | /          | /          |
| Army Dreamers                               | 1980  | Never for Ever                | Oui      | 3e single de Never For Ever                                                     | 16         | 14         | /          |
| Babooshka                                   | 1980  | Never for Ever                | Oui      | 2e single de Never For Ever                                                     | 5          | 5          | /          |
| Be Kind to My Mistakes                      | 1989  | Hounds of Love                | Non      | Face B de This Woman's Work                                                     | /          | /          | /          |
| Bertie                                      | 2005  | Aerial                        | Non      |                                                                                 | /          | /          | /          |
| Between a Man and a Woman                   | 1989  | The Sensual World             | Non      |                                                                                 | /          | /          | /          |
| The Big Sky                                 | 1986  | Hounds of Love                | Oui      | 4e single de Hounds of Love                                                     | 37         | 15         | /          |
| The Big Sky (Meteorological Mix)            | 1997  | Hounds of Love                | Non      |                                                                                 | /          | /          | /          |
| Big Stripey Lie                             | 1993  | The Red Shoes                 | Non      | Face B de Rubberband Girl et Eat the Music (en)                                 | /          | /          | /          |
| Blow Away (For Bill)                        | 1980  | Never for Ever                | Non      |                                                                                 | /          | /          | /          |
| Breathing                                   | 1980  | Never for Ever                | Oui      | 1er single de Never For Ever                                                    | 16         | /          | /          |
| Burning Bridge                              | 1985  | Hounds of Love                | Non      | Face B de Cloudbusting et Hounds of Love                                        | /          | /          | /          |
| Candle in the Wind                          | 1991  | Pas d'album. Face B           | Non      | Face B de Rocket Man et Eat the Music (en)                                      | /          | /          | /          |
| Cloudbusting                                | 1985  | Hounds of Love                | Oui      | 2e single de Hounds of Love                                                     | 20         | 13         | /          |
| Coffee Homeground                           | 1978  | Lionheart                     | Non      | Face B de Hammer Horror                                                         | /          | /          | /          |
| The Confrontation                           | 1990  | Pas d'album. Face B           | Non      | Face B de Love and Anger (en)                                                   | /          | /          | /          |
| Constellation of the Heart                  | 1993  | The Red Shoes                 | Non      |                                                                                 | /          | /          | /          |
| A Coral Room                                | 2005  | Aerial                        | Non      |                                                                                 | /          | /          | /          |
| December Will Be Magic Again                | 1980  | Pas d'album. Single           | Oui      | Diffusion spéciale pour Noël                                                    | 29         | 13         | /          |
| Deeper Understanding (en)                   | 1989  | The Sensual World             | Non      |                                                                                 | /          | /          | /          |
| Deeper Understanding (Director's Cut) (en)  | 2011  | Director's Cut                | Oui      | 1er single de Director's Cut                                                    | 87         | /          | /          |
| Delius (Song of Summer)                     | 1980  | Never for Ever                | Non      | Face B de Army Dreamers                                                         | /          | /          | /          |
| Don't Give Up (avec Peter Gabriel)          | 1986  | So                            | Oui      | 2e single extrait de l'album So de Peter Gabriel                                | 9          | 4          | 72         |
| Don't Push Your Foot on the Heartbrake      | 1978  | Lionheart                     | Non      |                                                                                 | /          | /          | /          |
| The Dreaming                                | 1982  | The Dreaming                  | Oui      | 2e single de The Dreaming                                                       | 48         | /          | /          |
| Dreamtime                                   | 1982  | Pas d'album. Face B           | Non      | Face B de The Dreaming                                                          | /          | /          | /          |
| Eat the Music (en)                          | 1993  | The Red Shoes                 | Oui      | 2e single de The Red Shoes                                                      | /          | /          | 10         |
| Eat the Music (12" Mix) (en)                | 1993  | Pas d'album. Face B           | Non      | Face B de Eat the Music (en)                                                    | /          | /          | /          |
| An Endless Sky of Honey                     | 2005  | Aerial                        | Non      |                                                                                 | /          | /          | /          |
| Egypt                                       | 1980  | Never for Ever                | Non      |                                                                                 | /          | /          | /          |
| The Empty Bullring                          | 1980  | Pas d'album. Face B           | Non      | Face B de Breathing                                                             | /          | /          | /          |
| Experiment IV                               | 1986  | The Whole Story               | Oui      | Unique single de The Whole Story                                                | 23         | 12         | /          |
| Feel It                                     | 1978  | The Kick Inside               | Non      |                                                                                 | /          | /          | /          |
| Flower of the Mountain                      | 2011  | Director's Cut                | Non      |                                                                                 | /          | /          | /          |
| The Fog                                     | 1989  | The Sensual World             | Non      |                                                                                 | /          | /          | /          |
| Fullhouse                                   | 1978  | Lionheart                     | Non      | Face B de Symphony in Blue et Wow                                               | /          | /          | /          |
| Get Out Of My House                         | 1982  | The Dreaming                  | Non      |                                                                                 | /          | /          | /          |
| Hammer Horror                               | 1978  | Lionheart                     | Oui      | Principal single extrait de Lionheart. Face B de Symphony in Blue               | 44         | 10         | /          |
| The Handsome Cabin Boy                      | 1986  | Pas d'album. Face B           | Non      | Face B de Hounds of Love                                                        | /          | /          | /          |
| Heads We're Dancing                         | 1989  | The Sensual World             | Non      |                                                                                 | /          | /          | /          |
| Hello Earth                                 | 1985  | Hounds of Love                | Non      |                                                                                 | /          | /          | /          |
| Houdini                                     | 1982  | The Dreaming                  | Non      | Face B de Night of the Swallow                                                  | /          | /          | /          |
| Hounds of Love                              | 1986  | Hounds of Love                | Oui      | 3e single de Hounds of Love                                                     | 18         | 12         | /          |
| How to Be Invisible                         | 2005  | Aerial                        | Non      |                                                                                 | /          | /          | /          |
| I'm Still Waiting                           | 1989  | Pas d'album. Face B           | Non      | Face B de This Woman's Work                                                     | /          | /          | /          |
| The Infant Kiss                             | 1980  | Never for Ever                | Non      |                                                                                 | /          | /          | /          |
| In Search of Peter Pan                      | 1978  | Lionheart                     | Non      |                                                                                 | /          | /          | /          |
| In the Warm Room                            | 1978  | Lionheart                     | Non      |                                                                                 | /          | /          | /          |
| James and the Cold Gun                      | 1978  | The Kick Inside               | Non      |                                                                                 | /          | /          | /          |
| Jig of Life                                 | 1985  | Hounds of Love                | Non      | Face B de Hounds of Love                                                        | /          | /          | /          |
| Joanni                                      | 2005  | Aerial                        | Non      |                                                                                 | /          | /          | /          |
| Kashka from Baghdad                         | 1978  | Lionheart                     | Non      |                                                                                 | /          | /          | /          |
| Ken                                         | 1990  | Pas d'album. Face B           | Non      | Face B de Love and Anger (en)                                                   | /          | /          | /          |
| The Kick Inside                             | 1978  | The Kick Inside               | Non      |                                                                                 | /          | /          | /          |
| King of the Mountain                        | 2005  | Aerial                        | Oui      | 1er single de Aerial                                                            | 4          | 13         | 48         |
| Kite                                        | 1978  | The Kick Inside               | Non      | Face B de Wuthering Heights                                                     | /          | /          | /          |
| L'Amour Looks Something Like You            | 1978  | The Kick Inside               | Non      |                                                                                 | /          | /          | /          |
| Lake Tahoe                                  | 2011  | 50 Words for Snow             | Non      |                                                                                 | /          | /          | /          |
| Leave It Open                               | 1982  | The Dreaming                  | Non      |                                                                                 | /          | /          | /          |
| Lily                                        | 1993  | The Red Shoes                 | Non      |                                                                                 | /          | /          | /          |
| Lily (Director's Cut)                       | 2011  | Director's Cut                | Non      |                                                                                 | /          | /          | /          |
| Lord of the Reedy River                     | 1981  | Pas d'album. Face B           | Non      | Face B de Sat in Your Lap                                                       | /          | /          | /          |
| Love and Anger (en)                         | 1990  | The Sensual World             | Oui      | 3e single de The Sensual World                                                  | 38         | /          | 1          |
| Lyra (en)                                   | 2007  | Bande son (film)              | Oui      | Extrait comme single promotionnel de À la croisée des mondes : La Boussole d'or | 187        | /          | /          |
| The Man I Love (avec Larry Adler)           | 1994  | The Glory of Gershwin         | Oui      | 1er single de The Glory of Gershwin                                             | 27         | /          | /          |
| The Man with the Child in His Eyes          | 1978  | The Kick Inside               | Oui      | 2e single de The Kick Inside. Face B de Them Heavy People                       | 6          | 3          | 85         |
| Misty                                       | 2011  | 50 Words for Snow             | Non      |                                                                                 | /          | /          | /          |
| Moments of Pleasure (en)                    | 1993  | The Red Shoes                 | Oui      | 3e single from The Red Shoes                                                    | 26         | /          | 28         |
| Moments of Pleasure (Director's Cut) (en)   | 2011  | Director's Cut                | Non      |                                                                                 | /          | /          | /          |
| Moments of Pleasure (Instrumental) (en)     | 1993  | Pas d'album. Face B           | Non      | Face B de Moments of Pleasure (en)                                              | /          | /          | /          |
| The Morning Fog                             | 1985  | Hounds of Love                | Non      | Face B de The Big Sky                                                           | /          | /          | /          |
| Mother Stands for Comfort                   | 1985  | Hounds of Love                | Non      |                                                                                 | /          | /          | /          |
| Moving                                      | 1978  | The Kick Inside               | Oui      | Diffusé seulement au Japon. Face B de The Man with the Child in His Eyes        | /          | /          | /          |
| Mrs. Bartolozzi                             | 2005  | Aerial                        | Non      |                                                                                 | /          | /          | /          |
| My Lagan Love                               | 1986  | Hounds of Love                | Non      | Face B de Hounds of Love                                                        | /          | /          | /          |
| Ne t'enfuis pas                             | 1983  | Pas d'album. Face B et single | Oui      | Diffusion France & Canada. Face B de There Goes a Tenner & Suspended in Gaffa   | /          | /          | /          |
| Never Be Mine                               | 1989  | The Sensual World             | Non      |                                                                                 | /          | /          | /          |
| Never Be Mine (Director's Cut)              | 2011  | Director's Cut                | Non      |                                                                                 | /          | /          | /          |
| Night of the Swallow                        | 1983  | The Dreaming                  | Oui      | Diffusé uniquement en Irlande                                                   | /          | /          | /          |
| Night Scented Stock                         | 1980  | Never for Ever                | Non      |                                                                                 | /          | /          | /          |
| Nocturn                                     | 2005  | Aerial                        | Non      |                                                                                 | /          | /          | /          |
| Not This Time                               | 1986  | Pas d'album. Face B           | Non      | Face B de The Big Sky                                                           | /          | /          | /          |
| Oh England My Lionheart                     | 1978  | Lionheart                     | Non      |                                                                                 | /          | /          | /          |
| Oh to Be in Love                            | 1978  | The Kick Inside               | Non      |                                                                                 | /          | /          | /          |
| One Last Look Around the House Before We Go | 1990  | Pas d'album. Face B           | Non      | Face B de Love and Anger (en)                                                   | /          | /          | /          |
| The Painter's Link                          | 2005  | Aerial                        | Non      |                                                                                 | /          | /          | /          |
| Passing Through Air                         | 1980  | Pas d'album. Face B           | Non      | Face B de Army Dreamers                                                         | /          | /          | /          |
| Pi                                          | 2005  | Aerial                        | Non      |                                                                                 | /          | /          | /          |
| Prelude                                     | 2005  | Aerial                        | Non      |                                                                                 | /          | /          | /          |
| Prologue                                    | 2005  | Aerial                        | Non      |                                                                                 | /          | /          | /          |
| Pull Out the Pin                            | 1982  | The Dreaming                  | Non      |                                                                                 | /          | /          | /          |
| Ran Tan Waltz                               | 1980  | Pas d'album. Face B           | Non      | Face B de Babooshka                                                             | /          | /          | /          |
| Reaching Out                                | 1989  | The Sensual World             | Non      |                                                                                 | /          | /          | /          |
| The Red Shoes (en)                          | 1994  | The Red Shoes                 | Oui      | 1er single de The Red Shoes                                                     | 21         | /          | /          |
| The Red Shoes (Director's Cut) (en)         | 2011  | Director's Cut                | Non      |                                                                                 | /          | /          | /          |
| Rocket Man                                  | 1991  | Two Rooms                     | Oui      | 2e single de Two Rooms: Celebrating the Songs of Elton John & Bernie Taupin     | 12         | 17         | 11         |
| Rocket's Tail                               | 1989  | The Sensual World             | Non      |                                                                                 | /          | /          | /          |
| Room for the Life                           | 1978  | The Kick Inside               | Non      |                                                                                 | /          | /          | /          |
| Rubberband Girl                             | 1993  | The Red Shoes                 | Oui      | 1er single de The Red Shoes. Face B de And So Is Love (en)                      | 12         | 17         | 88         |
| Rubberband Girl (Director's Cut)            | 2011  | Director's Cut                | Non      |                                                                                 | /          | /          | /          |
| Rubberband Girl (US Mix)                    | 1993  | Pas d'album. Face B           | Non      | Face B de And So Is Love (en)                                                   | /          | /          | /          |
| Running Up that Hill (12" Mix)              | 1997  | Hounds of Love                | Non      |                                                                                 | /          | /          | /          |
| Running Up that Hill (A Deal with God)      | 1985  | Hounds of Love                | Oui      | 1er single de Hounds of Love                                                    | 3          | 4          | 30         |
| Sat in Your Lap                             | 1982  | The Dreaming                  | Oui      | 1er single de The Dreaming                                                      | 11         | 18         | /          |
| The Saxophone Song                          | 1978  | The Kick Inside               | Non      |                                                                                 | /          | /          | /          |
| The Sensual World                           | 1989  | The Sensual World             | Oui      | 1er single de The Sensual World                                                 | 12         | 6          | 6          |
| Sexual Healing                              | 2005  | Pas d'album. Face B           | Non      | Face B de King of the Mountain                                                  | /          | /          | /          |
| Show a Little Devotion                      | 1993  | Pas d'album. Face B           | Non      | Face B de Moments of Pleasure (en)                                              | /          | /          | /          |
| Snowed In a Wheeler Street                  | 2011  | 50 Words for Snow             | Non      |                                                                                 | /          | /          | /          |
| Snowflake                                   | 2011  | 50 Words for Snow             | Non      |                                                                                 | /          | /          | /          |
| Somewhere in Between                        | 2005  | Aerial                        | Non      |                                                                                 | /          | /          | /          |
| The Song of Solomon (en)                    | 1993  | The Red Shoes                 | Non      |                                                                                 | /          | /          | /          |
| The Song of Solomon (Director's Cut) (en)   | 2011  | Director's Cut                | Non      |                                                                                 | /          | /          | /          |
| Strange Phenomena                           | 1978  | The Kick Inside               | Oui      | Diffusé seulement au Brésil                                                     | /          | /          | /          |
| Sunset                                      | 2005  | Aerial                        | Non      |                                                                                 | /          | /          | /          |
| Suspended in Gaffa                          | 1982  | The Dreaming                  | Oui      | 4e single de The Dreaming                                                       | /          | /          | /          |
| Symphony in Blue                            | 1978  | Lionheart                     | Oui      | Diffusé uniquement au Japon et au Canada.                                       | /          | /          | /          |
| Them Heavy People                           | 1978  | The Kick Inside               | Oui      | Diffusé au Japon                                                                | /          | /          | /          |
| There Goes a Tenner                         | 1982  | The Dreaming                  | Oui      | 3e single de The Dreaming                                                       | 101        | /          | /          |
| This Woman's Work                           | 1989  | The Sensual World             | Oui      | 2e single de The Sensual World                                                  | 25         | 20         | /          |
| This Woman's Work                           | 2011  | Director's Cut                | Oui      | Single uniquement en téléchargement                                             | /          | /          | /          |
| Top of the City                             | 1993  | The Red Shoes                 | Non      |                                                                                 | /          | /          | /          |
| Top of the City (Director's Cut)            | 2011  | Director's Cut                | Non      |                                                                                 | /          | /          | /          |
| Under Ice                                   | 1985  | Hounds of Love                | Non      |                                                                                 | /          | /          | /          |
| Under the Ivy                               | 1985  | Hounds of Love                | Non      | Face B de Running Up that Hill                                                  | /          | /          | /          |
| Violin                                      | 1980  | Never for Ever                | Non      |                                                                                 | /          | /          | /          |
| Waking the Witch                            | 1985  | Hounds of Love                | Non      |                                                                                 | /          | /          | /          |
| Walk Straight Down the Middle               | 1989  | The Sensual World             | Non      | Face B de The Sensual World                                                     | /          | /          | /          |
| Watching You Without Me                     | 1985  | Hounds of Love                | Non      |                                                                                 | /          | /          | /          |
| The Wedding List                            | 1980  | Never for Ever                | Non      |                                                                                 | /          | /          | /          |
| Why Should I Love You?                      | 1993  | The Red Shoes                 | Non      |                                                                                 | /          | /          | /          |
| Wild Man (en)                               | 2011  | 50 Words for Snow             | Oui      | Unique Single                                                                   | 73         | /          | /          |
| Wow                                         | 1979  | Lionheart                     | Oui      | 2e single de Lionheart. Face B de Strange Phenomena                             | 14         | 17         | /          |
| Wuthering Heights                           | 1978  | The Kick Inside               | Oui      | 1er single de The Kick Inside. Face B de Moving                                 | 1          | 1          | 8          |
| Wuthering Heights                           | 1986  | The Whole Story               | Non      | Face B de Experiment IV                                                         | /          | /          | /          |
| You're the One                              | 1993  | The Red Shoes                 | Non      |                                                                                 | /          | /          | /          |
| You Want Alchemy                            | 1993  | Pas d'album. Face B           | Non      | Face B de The Red Shoes (en)                                                    | /          | /          | /          |
| 50 Words for Snow                           | 2011  | 50 Words for Snow             | Non      |                                                                                 | /          | /          | /          |

### Sources
- (en) Cet article est partiellement ou en totalité issu de l’article de Wikipédia en anglais intitulé « Kate Bush discography » (voir la liste des auteurs).

- (en) Cet article est partiellement ou en totalité issu de l’article de Wikipédia en anglais intitulé « List of songs recorded by Kate Bush » (voir la liste des auteurs).

- Cet article est partiellement ou en totalité issu de l'article intitulé « Liste des chansons de Kate Bush » (voir la liste des auteurs).